# 謝淮
謝淮（1501年—1574年），字禹匯，號三洲，直隸河间府任丘縣民籍，高陽縣（今河北省高陽縣）人，明朝政治人物。

## 生平
嘉靖十三年（1534年）甲午科順天府鄉試第十六名舉人，嘉靖十七年（1538年）戊戌科二甲二十六名進士。授工部主事，榷税荆州，升郎中，累官陕西按察司副使，三十三年十月因进表还任违限，被御史提问。累升河南右布政使，三十八年十二月升山西左布政使，三十九年九月升都察院右副都御史、巡撫寧夏。依附權臣嚴嵩，四十一年正月為都給事中丘橓彈劾，坐免。万历二年（1574年）病逝，葬于故里。朝廷赐祭葬。
谢淮墓位于任丘中华路街道办事处谢刘场村东侧，墓茔为奉敕修建，封土高大，建有华表和石人、石马、镇墓兽等石器，墓志为刑部尚书闵煦所撰写。现墓已无存，墓址已成为生活小区。

## 家族
曾祖謝聚；祖父謝鎮；父謝倣。母王氏。慈侍下。兄謝溱。弟謝江、謝洧。